# José Rafael Espírito Santo
José Rafael Espírito Santo (Lisboa, 15 de Março de 1959) é o Vigário Regional do Opus Dei em Portugal.

## Biografia

### Primeiros anos
José Rafael Espírito Santo nasceu em Lisboa em 1959. Depois de ter completado o ensino secundário na capital portuguesa, licenciou-se em Engenharia Civil na Faculdade de Ciências e Tecnologia da Universidade de Coimbra (1982), onde exerceu como assistente universitário.

### Vida religiosa
Foi ordenado sacerdote em 1987, depois de ter realizado os estudos eclesiásticos em Roma. Mais tarde, desenvolveu o seu ministério sobretudo nas camadas mais jovens e no meio universitário.
Foi nomeado Vigário Regional em Portugal por D. Javier Echevarría, Prelado do Opus Dei.
A notícia do decreto da nomeação do Monsenhor José Rafael como vigário regional em Portugal pode ser consultada no Boletim Romana, o órgão oficial da prelatura do Opus Dei.
Nesse boletim, de frequência semestral, encontram-se informações variadas, como a actividade do Prelado; nomeações de responsáveis da prelatura em todo o mundo; abertura de novos centros; membros do Opus Dei nomeados para funções na Santa Sé e nas dioceses do mundo; lista nominal dos membros do Opus Dei falecidos no semestre.